# حب عالمي
حب عالمي (بالصينية: 世間情) أو حب عادي (بالإنجليزية: Ordinary Love)‏، بعنوان في الأصل قصة حب تايبيه (بالصينية: 台北愛情故事)، هو مسلسل تلفزيوني سانلي لعام 2013 في الساعة 8 مساءً، من إنتاج شركة شينلوشان للاتصالات المحدودة (بالصينية: 新路山傳播有限公司). تم عرضه لأول مرة في 21 نوفمبر 2013، وتم بث الحلقة النهائية في 28 يوليو 2015. يسبقه المسلسل الدرامي قلب النساء في السماء (بالصينية: 天下女人心) الذي يتم عرضه كل يوم من الاثنين إلى الجمعة. تم إصدار المسلسل الدرامي 437 حلقة.

## أحداث مثيرة للجدل
في 13 أكتوبر 2014، عرض فيلم "حب عالمي" مشهدًا فيه شيه بايشويه (بالصينية: 謝白雪)، الذي تلعبه جينغ شوان (بالصينية: 璟宣)، وهي تحلم بلعب دور "العمة" شياو لونغ نيو (بالصينية: 小龍女) في أسطورة أبطال الكوندور (بالصينية: 射雕英雄傳) وتشونغ ويتشيه (بالصينية: 鍾偉哲) (الذي يلعبه لين يوشينغ). لعب يانغ غو، الذي يلعب قصة حب حول التجول حول العالم، بالإضافة إلى الحوار المثير للاشمئزاز، هناك أيضًا نسخة ، "النسر الإلهي" الذي يشبه الطوقان. تمامًا كما كان الاثنان على وشك مغادرة النسر معًا، يأخذ "الأخ النسر" فرشاة كتابة لرسم نمط "التحميل المزدوج محظور". 

## مسلسل درامي على قناة سانلي تايوان 8 مساء
يسبقه: قلب النساء في السماء (21 نوفمبر 2012 - 21 نوفمبر 2013)
مدة الإصدار: 21 نوفمبر 2013 - 28 يوليو 2015
يخلفه: حياة حلوة (28 يوليو 2015 - 14 يونيو 2017)